# 吲哚啉
吲哚啉（英語：Indoline，亦称为二氢吲哚）是一种具有芳香性的含氮有机双环杂环化合物，它由一个苯环并上一个五元氮杂环。实际上它是吲哚在2,3位上被加成得到的产物。将其氧化/脱氢可以得到吲哚。